# Dietrich Brüggemann
Dietrich Brüggemann (ur. 23 lutego 1976 w Monachium) – niemiecki reżyser i scenarzysta filmowy. Laureat Srebrnego Niedźwiedzia za najlepszy scenariusz i Nagrody Jury Ekumenicznego na 64. MFF w Berlinie za swój film Droga krzyżowa (2014). Scenariusz ten napisał wspólnie z siostrą Anną Brüggemann, która jest znaną w Niemczech aktorką.